# Hodomîci, Manevîci
Hodomîci (în ucraineană Годомичі) este o comună în raionul Manevîci, regiunea Volînia, Ucraina, formată numai din satul de reședință.

## Demografie
Componența lingvistică a satului Hodomîci
     Ucraineană (99,66%)
     Alte limbi (0,22%)
Conform recensământului din 2001, majoritatea populației satului Hodomîci era vorbitoare de ucraineană (99,66%), existând în minoritate și vorbitori de alte limbi.